# مؤسسة هارت

شعار مؤسسة هارت

مؤسسة هارت (بالإنجليزية: The Hart Foundation)‏ فريق تأسس عام 1985 من بريت هارت وصهره جيم نيدهارت ومرافقهم جيمي هارت (لا تربطه صلة دم بهم). الفريق ضم عدة فرق جميعها من عائلة هارت وأصدقائهم.